# Брюлль, Игнац
Игнац Брюлль (также Игнатий Брюлль, нем. Ignaz Brüll; 7 ноября 1846, Простеёв — 17 сентября 1907, Вена) — австрийский композитор, пианист и музыкальный педагог.

## Биография
Игнац Брюлль родился в городке Проснице (ныне Простеёв) в зажиточной еврейской семье; со стороны отца был в родстве с раввином и талмудистом Нехемьей Брюллем.
С 1850 г. семья жила в Вене. Здесь Брюлль учился игре на рояле y Юлиуса Эпштейна, a композиции y Иоганна Руфиначи, а затем у Отто Дессоффа. Первые произведения композитора для фортепиано и струнных инструментов появились уже в 1860 году, a уже в следующем году Эпштейн выступил с концертом, написанным его юным учеником.

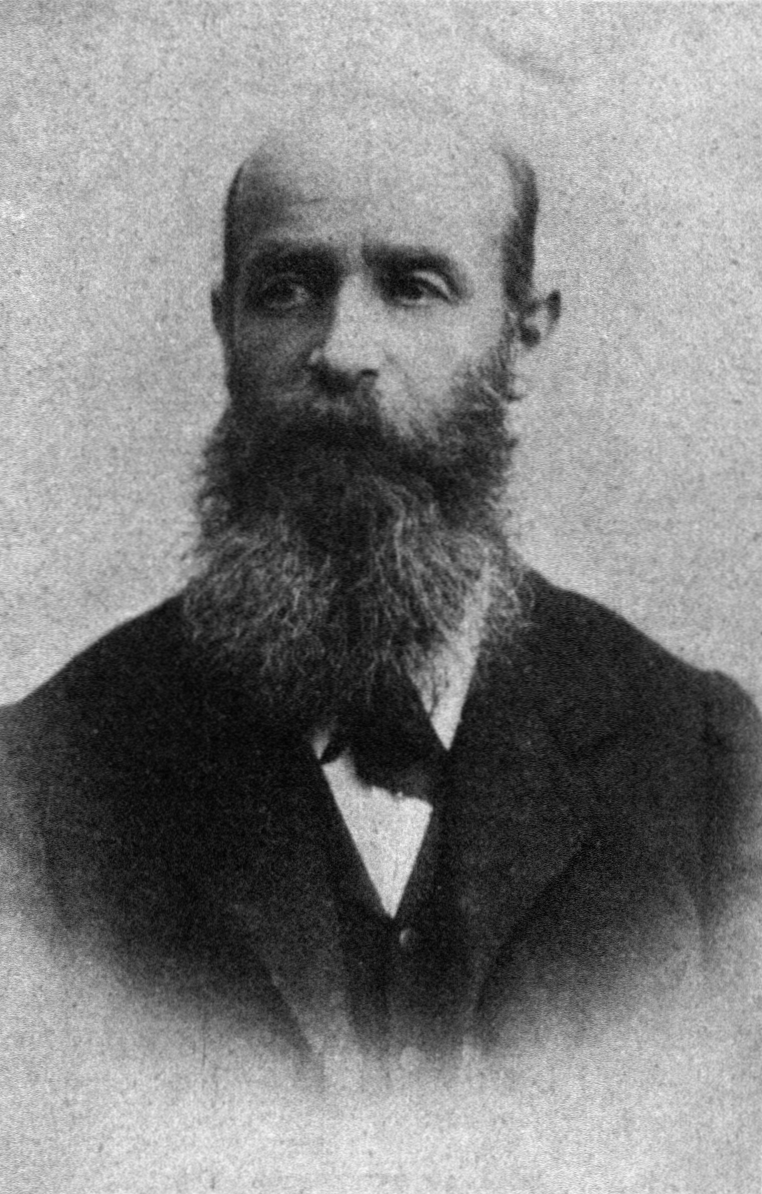
Игнац Брюлль

Закончив в столице Австрии своё музыкальное образование, Игнац Брюлль многие годы с успехом выступал в качестве пианиста-виртуоза в различных европейских столицах и в самых разных уголках Германии и Австро-Венгрии. В 1864 году в Штутгарте была впервые исполнена его серенада для оркестра, положившая начало его мировой популярности. В том же году была написана его первая опера «Нищий из Самарканда» (нем. Die Bettler von Samarkand; планировалась к постановке в Штутгарте, но этого так и не произошло, партитура утрачена) и несколько фортепианных и камерных произведений. С 1872 по 1878 год Брюлль работал преподавателем в фортепианной школе Эдуарда Хорака в Вене (ныне Консерватория имени Шуберта), a с 1881 году стал одним из её директоров.
Центр тяжести композиторской деятельности Игнаца Брюлля лежит в его оперных произведениях. В 1875 году появилась вторая его опера — «Золотой крест» (нем. Das goldene Kreuz), текст к которой написал Соломон Герман фон Мозенталь, автор знаменитой «Деборы». Эта небольшая опера с безыскусственными, чисто народными мелодиями быстро завоевала прочные симпатии публики и обошла многие сцены мира. Успех оперы способствовал и росту популярности Брюлля-пианиста — так, его британские гастроли 1878 года, приуроченные к лондонской премьере «Золотого креста», вызвали настолько большой интерес, что вместо двух запланированных концертов пришлось дать двадцать. Однако с 1882 года Брюлль заметно снизил исполнительскую активность, сосредоточившись на композиции. Кроме того, в том же году он женился, и дом семейства Брюллей в Вене стал центром музыкальной жизни, где крупнейшей фигурой был Иоганнес Брамс, исключительно ценивший сотрудничество с Брюллем: достаточно сказать, что все четыре симфонии Брамса сам композитор впервые исполнил для узкого круга друзей вместе с Брюллем, на двух фортепиано.
Игнац Брюлль умер 17 сентября 1907 года в Вене и был похоронен на Центральном кладбище Вены.

## Сочинения
Среди сочинений Брюлля оперы:
- «Золотой крест» (нем. Das goldene Kreuz), 1875
- «Der Landfried», 1877;
- «Bianca», 1879;
- «Königin Mariette», 1883;
- «Das steinerne Herz» (сказка), 1888;
- «Gringoire», 1892;
- «Schach dem König», 1893;
- «Gloria», 1896;
- «Der Husar», 1898;
- «Herr Hor» (текст Густава Кастрота).

Из других произведений композитора наиболее известны:
- «Champagnermärchen» — балет, симфония,
- увертюра к «Макбету», ор. 46, и охотничья увертюра «Im Walde»,

а также два фортепианных концерта (записаны в 1998 году Мартином Роскоу), рапсодия для рояля с оркестром, скрипичный концерт, соната и четыре сюиты для рояля, соната для двух роялей, виолончельная соната, две скрипичные сонаты, фортепианное трио, сюита для рояля и скрипки, ор. 42, фортепианные пьесы, романсы, хоры.